# Marek Ženíšek

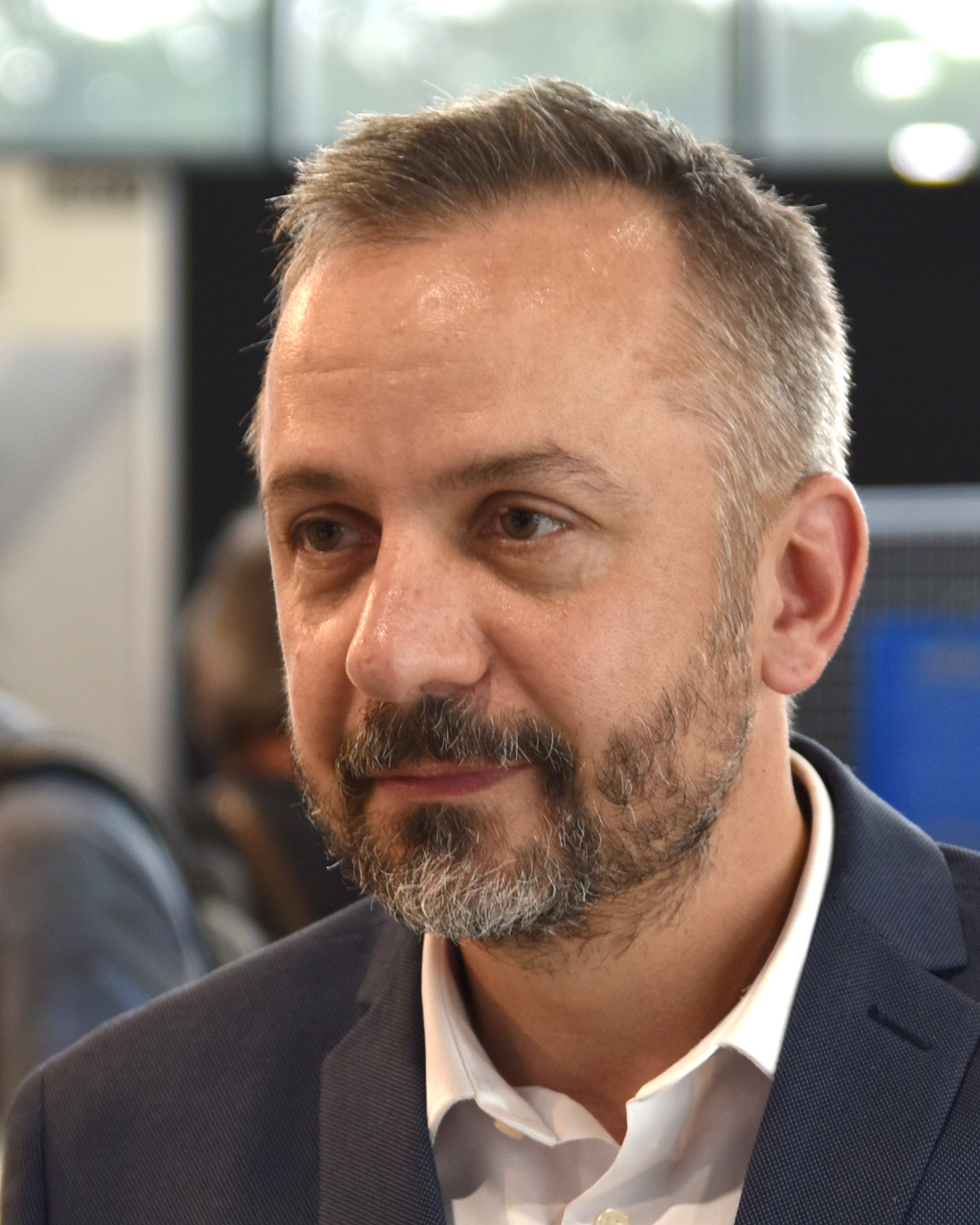
Marek Ženíšek (2024)

Marek Ženíšek (* 26. November 1978 in Pilsen) ist ein tschechischer Politologe und Politiker der Partei TOP 09.
In der Zeit von 2005 bis 2009 war er Mitglied der Partei KDU-ČSL und wechselte danach zur TOP 09.
Ženíšek gehört zu den 89 Personen aus der Europäischen Union, gegen die Russland – wie Ende Mai 2015 bekannt wurde – ein Einreiseverbot verhängt hat.
Am 28. November 2015 wurde er beim 4. Parteitag der TOP 09 zu deren ersten stellvertretenden Vorsitzenden gewählt, diese Position behielt er bis 2017.
Von 2013 bis 2017 sowie seit 2021 ist er Mitglied des tschechischen Parlaments.
Seit 16. Mai 2024 ist er Minister für Wissenschaft, Forschung und Innovation in der Regierung Petr Fiala.